# パラレルパラダイス
『パラレルパラダイス』（PARALLEL PARADISE） は、岡本倫による日本の漫画作品。『週刊ヤングマガジン』（講談社）にて、2017年16号から連載中。2025年8月時点で累計部数は520万部を突破している。

## 作風
「異世界に迷い込んだ主人公が、仲間達とともに世界を脅かす存在に立ち向かう」というファンタジー作品の基本を踏襲している異世界ものであるが、本作の異世界は「遠い過去に文明が崩壊し、かつ何らかの原因で男がいなくなり、女だけの世界となった未来の地球」という特殊なシチュエーションとなっている。
さらに、「女が男に触れただけで発情し、唯一の男である主人公と次々に性行為をする」という成年漫画的要素をもつ。そのため作中には過激な性描写が多数登場し、暴力や殺人などの残酷な描写も見受けられる。

## あらすじ
剣道と柔道をしている以外にはごく普通の高校生太多陽太（ヨータ）は、幼なじみの同級生に恋心を寄せていた。ある日ヨータは、学校に侵入した謎の襲撃者によって校舎から突き落とされる。目覚めると、そこはドラゴンなどのモンスターが存在し、赤と青の双月が浮かぶ異世界の山中だった。
異変に気付いて駆けつけた女騎士ルーミと出会ったヨータは、男の匂いで欲情したルーミに迫られる。人語を話す鳥のような地縛神ジーニアスによると、この星では「男が存在しない状態」が3000年も続いているため、女には遺伝子レベルで男に対する免疫がないことや、交尾しないと成人前に死亡するという事実が告げられる。
交尾だけではすべての女性を救えないと考えたヨータは、女性たちの呪いを解いてこの世界を救うために、どこかに存在する呪いをかけた元凶・「嫉妬深い神」を倒すことを決意し、ルーミとともに各地を旅することになる。しかしその道中では、「嫉妬深い神」の復活をもくろむ信奉者たちの集団「黒き夜明け」の魔女たちがヨータたちを待ち構えていた。
ヨータは、異世界で死亡すると現実の日本へと戻ってこられるのだが、そのたびに身体を欠損する重傷を負っていく。だが、現実世界で「魔女の変化したモンスター」の弱点を調べて、高所から飛び降りることで異世界へと戻り、異世界にかけられた理不尽な呪いを解こうとする。
やがて、この異世界が最低3000年以上が経過した「未来の日本」であり、遺跡と言われている倒壊した高層ビル群の地下研究施設に眠っている「嫉妬深い神」が、ヨータの思い人の仁科であることが判明し、ヨータは仁科を殺すことに躊躇する。しかし、実は「本物の嫉妬深い神」は陽太の母を殺した金城だった。

## 作品設定・用語
崩月（ほうげつ）
異世界の少女達が、〈嫉妬深い神〉の呪いによって20歳で寿命を迎える現象。前兆として頭に付いた髪留めのような赤い宝珠（刻命珠）が砕け、そして身体が徐々に溶解し、最後は衣服を残して完全消滅する。20歳を迎える前に崩月を迎える者もいるなど、時期には多少の個人差がある。なお、外傷や毒といったほかの要因で死亡した場合は、遺体は消滅せずに残る。
刻命珠（こくめいじゅ）
崩月の前兆を知らせる赤い宝珠。崩月の間近になると人間に感じられない程の臭いのようなものに反応し、割れるようになっている。古くなった刻命珠が勝手に割れることがあれば、割れてから1日程で崩月を迎える者もいるなど、刻命珠の状態や個人差によって崩月の有無が異なる。刻命珠自体がガーディアンの証明も兼ねており、大抵は髪留めとして用いられる（ガーディアンによって身につける位置が違う場合がある）。
欲情の泉（よくじょうのいずみ）
異世界の少女の膣から分泌される愛液。異世界の女性達は男性に触れると即座に発情する特徴があり、交尾（性交）をすれば理性を失うほどに相手の男を求めるようになる。液の臭いには個人差があり、果物や肉といった食品の香りがする。さらに欲情の泉には、男を発情させる催淫効果があり、連続的な交尾に耐えられるほど精力も増強される。
以上の効果から、ヨータはこれを麻薬と称している。
障碍の印（しょうげのいん）
異世界の女性が男性と交尾した際、首に浮かび上がる首輪状の黒い印であり、いわば「非処女マーク」。
なお異世界の女性は大多数が生殖能力を持たずに生まれているのだが、何万人かに1人リリアのように生殖能力を持った「変異体」が存在し、変異体は交尾をしてもこの障碍の印が出ない（ただし崩月による死は回避できない）。
モンスター
異世界の人間を脅かす魔物たち。ドラゴンなどヨータがいた世界にあるファンタジー作品に登場するものが多く、習性や弱点も基本的にそれらの作品に準じている。弱点を突くと身体が跡形もなく消滅するが、それ以外の方法で倒せば死体はそのまま残る。
火燐石（かりんせき）
可燃性の鉱石。空気に触れた瞬間に炎が噴き出すのが特徴で、純度が高ければ小石でも50年以上燃え続ける。異世界では、照明や料理などの生活器具から戦闘用の火器に至るまで幅広く利用されている。
龍華石（りゅうげせき）
竜型モンスターから入手可能な希少鉱石。手に入れるには、死体が消滅しないように弱点を突く以外の手段で対象のモンスターを倒す必要がある。
叢雲（むらくも）
ヨータがガリアから得た龍華石をもとにカヅチが製作した黒刀。ピアノが放ったモーニングスターを両断する程の切れ味を持つ。
ミード
異世界では貴重な酒で、送別会など特別なときに飲まれる。
劇中ではヨータ一行が町を出発する際にガーディアンで開かれる送別会で振る舞われるが、その度に全員が酔った挙句、乱交へと発展してしまう。そのためヨータは送別会と聞くと「いつものあれ」と連想するようになった。
扉（とびら）
シーザー王国の各都市に存在する透明な扉。都市間での瞬間転移が可能。魔力で稼働可能とされているがヨータは電力で稼働していると推測する。通行の度に扉が薄くなり、限界を超えると消失する。
黒き夜明け（くろきよあけ）
<嫉妬深い神>を崇める宗教団体。
逢い引き
男がいない異世界の女性同士が行う情事のこと。
ガーディアン
シーザー王国の各町を治める重職。武芸に優れた者の中から選抜され、町の規模によって定員数も異なる。
グランドスール
上位ガーディアンとも呼ばれる、アルスレイヤにのみ設置されるガーディアンの上位職。定員は3名。なおユーマとトリスはグランドスールの制服の他に、別の衣装を持ち合わせている。
シーザー王国
皇女（ひめみこ）を元首とする異世界の王国。城都と五つの都市を統治している。
城都（じょうと）
シーザー王国の首都。シーザー王国の住民はこの城都で生まれ、各都市に派遣される。また、シーザー王国を治める国母の居住地でもある。
ミース
シーザー王国が統治している東部の都市。クインテットと呼ばれる5人の幹部が守護を担当。ヨータが異世界で最初に訪れる都市であり、五角形の城壁に囲まれている。各地に派遣されるガーディアンの育成所でもある。
リール
シーザー王国が統治している南部の都市。ミースから徒歩で3日ほど歩いた場所にある港町。トライデントと呼ばれる3人の幹部が守護を担当。<嫉妬深い神>の祠が海底に眠っており、20年に一度起きる大干潮の際に姿を見せる。1000年前から魔女のカイに裏で支配されており、夜な夜な住人が惨殺されたために、夜間外出禁止令が出ていた。カイがヨータに倒されたことで平穏を取り戻す。
サンドリオ
シーザー王国が統治している西部の都市。リールの北西の砂漠地帯にある町。〈嫉妬深い神〉の隠れ神殿が存在する。鎖町中であり、侵入者は例外なく殺害されている。住人は隠れ神殿のある砂嵐に覆われた新市街に住み、それ以前の町は旧市街として打ち捨てられている。4人の幹部が守護を担当。
遺跡
サンドリオの北西にある遺跡。古代の遺物が度々発掘されており、またサンドリオの地縛神が住んでいる場所でもある。
アルスレイヤ
シーザー王国が統治している北部の都市。国母の直轄領である町。各地にガーディアン育成の師範を派遣しており、六角形の城壁で囲まれている城塞都市。6人の幹部が守護を担当し、更に上位ガーディアンと呼ばれるグランドスールが3人いる。当初は町に潜入していたヨータ一行を捜索していたが、以前から国母のやり方に疑問を持っていたユーマに率いられる形で国母から離反した。
カルンナッハ
シーザー王国が統治している最北端の都市。男だけが触れられて嫉妬深い神を殺すことができる「神殺しの剣」が存在する。
エレメント
作中に登場する概念で、概ねファンタジー作品の世界に登場する魔法の属性と同じ。
青の属性
エレメントの一つで水と冷気を司る。赤の属性に強く、緑の属性に弱い。
赤の属性
エレメントの一つで炎と熱を司る。黄の属性に強く、青の属性に弱い。
黄の属性
エレメントの一つで風と速さを司る。緑の属性に強く、赤の属性に弱い。
緑の属性
エレメントの一つで土と生命力を司る。青の属性に強く、黄の属性に弱い。
白の属性
エレメントの一つで光と神聖性を司る。四属性の上位互換。
黒の属性
エレメントの一つで闇と魔性を司る。四属性の上位互換。
異能（いのう）
一部の人間や亜人に宿る特殊能力。
銀眼（ぎんがん）
異能のひとつ。自分の命と引き換えに一度だけ魔物の弱点を看破することが可能。
子宮（しきゅう）
異世界の要所に存在する、男女の交尾を必要とせず人間の女性を生産する巨大生体装置。1つにつき、1日に21人ずつ人間を生産する機能を持つ。
「嫉妬深い神」となった金城の望みによって作られたもので、この子宮から大量生産された、金城の慰み物たる生殖能力を持たない女性たちが異世界の人間の正体であり、金城が封印されたことで女性だけが生まれ続ける歪な社会構造を招いている。
大特異点（だいとくいてん）
異世界の空に浮かぶもう一つの「青き月」=衛星軌道上に浮かぶ古代遺跡の思念体。絶大な力を秘めているが、何らかの形でその力を悪用されたことが、3000年後の異世界が破綻した原因である。
破綻した世界を元に戻したいと望んでいるが、世界に物理的干渉することはできず、異世界では生殖能力を持った「変異体」が満月を見て、その意思を憑依させなければコミュニケーションすら取れない。
カルに襲われたリリアが月を見たことで条件が満たされ接触、リリアに力を貸して3000年前にタイムスリップさせ、陽太を呼び出す方法を教えた張本人である。なお青き月が空に浮かぶのは月一回であり、リリアともそのタイミングでしか接触できないため、崩月から解放されていないリリアに「根性で死ぬな」と押し通すなど、結構な脳筋思考である。

## 登場人物

### ヨータ一行
太多 陽太（ただ ようた） / ヨータ
本作の主人公。剣道の県大会準優勝の腕前をもつ男子高校生。柔道の心得もあるが当人は武術に乗り気ではなく、「暴力で相手に勝てると思うことが自信に繋がる」という父親の方針にしぶしぶ従っていた。また、ゲーム好きの父親の影響から、RPGなどのファンタジー作品の知識もそれなりにある。幼なじみの仁科にほのかな思いを寄せている。
年ごろの少年らしく人並みに性欲はあり、異世界ではルーミとの初性交を機に加虐的な一面を見せるようになるが、強姦など相手が本気で嫌がる行為は控えるなど、節度はわきまえている。論理的思考に陥りやすく、女心など他者の感情には鈍感。
謎の存在に襲われ校舎から転落し、目覚めると異世界に転移していた。異世界の少女達の過酷な運命を知ると、その元凶たる「嫉妬深い神」を討伐し、世界を救済することを決意する。男であることを知られたときの混乱を避けるため、普段はかつらをかぶり、声色を変える特殊なのど飴を服用して女性を演じている。
武器は武器庫などで入手した刀を使用していたが、サンドリオ出発後はカヅチから提供された叢雲を愛用する。
リールでケートスと化したカイに一度殺されたことがきっかけでもとの世界へ帰還。病室で目覚め、左腕と右足を失ったことを知る。自分に付き添ってくれていた幼なじみの仁科からは、「自分は窓から飛び降り、大怪我を負った」とも聞かされる。
そして病院で元凶と邂逅し、再び異世界へ転移。ケートスの弱点を突いて勝利するが、二度目に異世界に転移した際に、一緒に落とされた仁科の身を案じる。その後、リルドールから新たな手掛かりを得て、船でサンドリオへ向かう。その道中でグラコスの襲撃から遭難し、野垂れ死に寸前で再会したノアの起こした嵐で一度死亡し、元凶に三度邂逅。その正体がリリアであることを知る。その後、彼女の手で三度異世界へ転移するが、サンドリオのガーディアンによって監禁され、崩月回避のための道具としてサンドリオの住民たちと強制的に交尾をさせられることになる。しかし、サンドリオのガーディアンたちがヨータの強い決意を知って、サンドリオの事情を聞かされて以降は、対等に扱われる。ガリア対策のため思考していたところを転移して来たリリアからミースの窮地を知り、ガリアの暴虐を阻止するためにアマネを連れてルーミと帰還。紆余曲折の末、ガリアの正体を看破して討伐に成功する。ガリアの遺体から手に入れたIDカードと龍華石を持って再度サンドリオへ向かう。
サンドリオに到着すると、国母の命令でヨータおよび非処女となったサンドリオの民の抹殺を命じられたナクタ率いる騎兵団と遭遇。ナクタに一騎討ちを申し込んで時間を稼ぎ、アマネに砂塵結界を発動させる奇策で騎馬隊を退け、孤立したナクタを発情させて拘束。敵対させる口実をなくすため、ナクタと交尾する。
騎兵団を撤退させた後に仁科を復活させるが、仁科は過去の記憶を失っていたため、記憶を取り戻す術を知るとされる魔女・サーニャに会うためにアルスレイヤへと向かう。しかし、サーニャからは依頼と引き換えに人間の脳を差し出すよう要求され、躊躇している間に潜入を嗅ぎつけたアルスレイヤのガーディアンたちに追われる。ピアノが死刑に処されそうになった際に自ら正体を明かしてピアノの解放を迫るが、ほぼ同じ頃に現実世界にて父親の判断によって延命が中止されたことで死亡してしまう。これにはリリアも予想外だったが、彼女がキャリアーを蹴り飛ばした衝撃で息を吹き返し、四度異世界へ転移する。その後はミミを供物にサーニャの魔法で仁科の記憶を取り戻したが、彼女は異世界へ転移してからサンドリオでヨータと再会したことしか思い出せなかった挙句、神殺しの剣の情報を聞き出したユーマによって用済みとして大剣で殴られて気絶、軟禁されてしまう。
ルーミ
声 - 雨宮天（2019年CM）
本作のメインヒロイン。ミースを拠点とするガーディアン・クインテットのひとりで、王国随一の剣の腕をもつ聖騎士（パラディン）。長い茶髪に緑眼、豊満な胸が特徴で、ヨータからは「どことなく仁科に似ている」と評される。
泣き虫で嫉妬深く、やや間の抜けた性格。「欲情の泉」はフルーティーな香り。身長は157センチメートル。スリーサイズはバストが88（Gカップ）。ウエストが58。ヒップが89。特技は料理と裁縫（自称）。趣味は歌うこととヨータの匂いを嗅ぐこと。好きな食べ物は新鮮な野菜と果物らしい。
ヨータが初めて出会う異世界の人間であると同時に、初の交尾相手となる。ヨータにはほぼ一目惚れしており、ほかの女性との交尾に難色を示すなど強い独占欲を見せるようになる。絶頂に至ると母乳を噴出する。
当初は初めて見る男であるヨータを避けていたが、2回の発情がきっかけでひんぱんに交尾をせがむようになる。ヨータがミースを離れるときは悲観に暮れるが、ミサキ達の後押しもあってヨータに同行する。その後、リールからヨータとともにサンドリオへ向かうが、船酔いが酷いことが発覚。苦しい船旅のなかで難破し、マヤにマカナたちとともに拾われ、レジスタンスの本拠地に案内される。その後ヨータ救出のためサンドリオへ向かい再会を果たすが、眼前でマヤをガリアに殺害され取り逃がす。その後ミースの窮地を知り扉を使いミースへ帰還。ガリアとの死闘で負傷しながらもヨータに救われる。ガリア討伐後、ヨータとともに再度サンドリオへ向かい、ヨータ抹殺を命じられたナクタと戦い拘束する一助を成す。その後はヨータや仁科とともにアルスレイヤへ向かう。サーニャによって仁科の記憶を取り戻した直後、ヨータを殴りつけたユーマに激昂し斬りかかるも反撃に遭い共に軟禁される。
仁科（にしな）/ 慈悲深い神
ヨータの幼なじみでヨータの想い人。身長は157センチメートル。高校に入学してからはヨータとは少し疎遠になっていた。校舎から転落し昏睡状態のヨータを見舞っていた。
ヨータが目を覚まして嬉しそうな顔をしていたが、再びヨータが窓から飛び降りるのを目撃。ヨータは被り物をしたリリアによって突き落とされたとき、仁科自身も窓から飛び降りた。その後の生死は不明となっていた。
3000年後の世界でサンドリオの遺跡にある人工冬眠カプセル（カプセルに触れた者は死んでしまうが、呪文（パスワード）と鍵（IDカード）によって解除可能）の中で眠っていた。
金城や由真と共に不死の体（首や体を両断されようと、すぐに復活するようになっている）となって3000年間を生き延び、人間を守る一方で魔女やハイエルフからは恐れられる「慈悲深い神」と呼ばれる存在となっていた。
金城を「神殺しの剣」で封印した本人であるが、3000年の間に（由真も知らぬ間に）彼女が「嫉妬深い神」であるという誤った伝承が流れており、ガリア討伐後に彼女が持っていたカプセルのIDカード所有権がヨータに移転。ヨータが封印を解いたことで復活を果たす。復活以降は「嫉妬深い神」となった金城を唯一殺せるヨータを彼の元に誘導すべく、自らが「嫉妬深い神」かつ記憶喪失と偽ってアルスレイヤからカルンナッハまでヨータとルーミと同行、カルンナッハで封印された金城を発見したのち2人に真実を明かした。

### シーザー王国

#### ミース
ジーニアス
三本足のしゃべる白烏（八咫烏）。ミースの地縛神。
この世界の真実をヨータに伝え、世界と少女たちの救済を依頼する。自身は身動きが取れない地縛神であるため、得られる情報の精度は低い。
リリア
クインテットのひとりで、王国随一の弓使い（アーチャー）。短い金髪と碧眼、起伏が少ない胸が特徴。一人称に「ボク」を使うなど少年のような印象だが、自分の貧相な体にはコンプレックスを抱いている。性的好奇心が非常に強く、図書室で読書と称して交尾の絵図を見ながら、自慰行為をしている。「欲情の泉」はシトラスの香り。身長は158センチメートル。スリーサイズは、バストが74（AAカップ）。ウエストが56。ヒップが81。好きな食べ物は卵料理全般。特技はお茶を美味しく淹れること（ハーブティーや水出しアイスティーなど）。趣味は本を読むこと（自慰行為）、ポエムを作ること。
ルーミと同じくヨータに好意を持っているが、性欲が先走って暴走しがちであるため、ヨータからは敬遠されがち。フェラチオが巧み。早くからヨータとの交尾を望んでいたが、同僚に先を越され続け、結局4番目となる。
リリアは何万人かに1人発生する、生殖能力を残して生まれた「変異体」であり、交尾によって陽太の子供を妊娠している。一方で交尾後にも障碍の印が出ず崩月からも解放されていないが、後に「青き月」を見たことで大特異点と接触し、3000年前にタイムスリップして陽太を呼び出す方法を教わった。
ガリアの侵入により援軍を求め扉を使ってサンドリオへ転移し、ヨータに救援を求める。帰還しようとした際、アマネに先を越され、扉の動力が切れたためにサンドリオで足止めされる。その後はマカノとリノを連れてゼロコブラクダに騎乗してミースへの帰還を試みたため、ヨータ一行とはすれ違い合流できずに終わる。
ズタボロ人形
ヨータを異世界に転移させた張本人で、姿はヨータにしか見えない。高所からヨータを落とすことで異世界に転移させるが、そのたびにヨータは身体を欠損する重傷を負っていく。
その正体は大特異点の力によって、3000年の時を経てヨータの本来の世界に現れた、ヨータとの交尾から数ヶ月経過した時間軸のリリア。ヨータの二度目の死亡時に現実世界に現れ、ヨータを異世界に転移させた黒幕であることを明かした。なおタイムスリップは大特異点の力をもってしても限界があるのか、ヨータの四度目の死亡時には「これ以上大特異点はもたない」と語っている。
ミサキ
クインテットのリーダー的存在で、2本の短剣を駆使する忍者（ストライダー）。長い黒髪と赤眼が特徴で、和風の装束をまとっているがスタイルはいい。真面目で責任感のある人物だが、周囲が引くほど食欲旺盛で悪食。「欲情の泉」はビーフジャーキーの香り。身長は153センチメートル。スリーサイズは、バストが82（Cカップ）、ウエストが55、ヒップが84。特技は180度開脚。趣味は湯飲み（温泉に行くのが夢らしい）。好きな食べ物は獣肉。
姉を殺害したカルを憎悪しており、カルの特徴を持つ男性も嫌っている。当初はヨータをカルの仲間と疑い敵視するが、誤ってヨータに触れたことがきっかけで発情し、ルーミに次ぐ2番目の交尾相手となる。そのときの快楽でヨータに好意を抱くようになり、自分はヨータに抱かれるために生きているのだと言う考えに至る。一方で、ルーミのヨータに対する強い想いを理解しており、自分の本心を殺して、ルーミにヨータの旅への同行を促す。
正体を隠して接触してきたガリアの正体を看破し、ミースの住人を避難させる。帰還したヨータとの再会に歓喜して交尾した後、囮役としてガリアに挑むが重傷を負い、死の寸前でヨータに救われる。サンドリオへ帰還するヨータの足を確保するために、単独でバイコーン捕獲に赴き、カルの群れに凌辱されかけたところをバイコーンに救われ生還する。
モモ
クインテットのひとりで、槍使い（ランサー）。皇女の巫女のひとりでもある。腰まで届く長髪でクインテットのなかでも優れたスタイルの持ち主。妖艶かつ嗜虐的だが、素直になれない性格。身長は163センチメートル。スリーサイズはバストが94（Iカップ）。ウエストが61。ヒップが91。特技はリュート演奏。好きな食べ物は発酵が進んだチーズ。趣味は敵を嬲ること。
貴重な男であるヨータの独占を目論み籠絡しようとするが、逆に墜とされ3人目の交尾相手となる。交尾で崩月を回避したことで、死を恐れるようになる。ガリアとの戦いでは、しばらくベッドから起き上がれないほどの重傷を負う。
後により長い生を求めて国母側に付き、城付きの上級ガーディアンとなると共に魔女化して、陽太やリーメアリーらと敵対する。
ハル
クインテットのひとりで、両手剣を振るう守護騎士（ディフェンダー）。無口で強面だが、本質はかわいいもの好きの甘党。身長は171cm。スリーサイズはバストが90（Dカップ）。ウエストが63。ヒップが91。特技は鍋料理。趣味は動物の世話、甘味屋めぐり。
同僚とヨータの交尾姿を見て興奮を覚えるが、それ以上の嫌悪感から自身は交尾を拒否し、やがて崩月で寿命を迎える。今際には、ヨータに世界の変革を託すとともに自分に触れて欲しいと願い、快感に笑顔を浮かべながら消滅する。ハルの死とルーミのミース出立でクインテットに欠員が生じたため、ミサキは後任のクインテットの補充を城都に要請する。
キア
ハルの死後に補充されたクインテットのひとり。得物はサンドリオの遺跡で発掘された手榴弾。セミロングの髪に三角帽子、レオタードと上着のローブが特徴。表情がとぼしく慇懃無礼な人物だが、内面は感情豊かで次第に本来の性格を見せるようになる。
ガーディアンとなる前は牧場で働いていたが、かわいがっていた家畜の激しい交尾を目撃してからは「自分は絶対に無様な交尾などしない」と誓うようになり、オス（男）という存在に対しても強い嫌悪感を抱くようになった。当初は男であるヨータを嫌っていたが、ガリアとの取引でヨータと交尾するはめになり、発情の欲求にあらがえず交尾を懇願するようになる。発情前に自分を命がけで守ろうとしてくれたヨータに惚れ、ガリアとの決戦前夜に告白する。戦いでは自爆特攻も辞さないほど自分の生命に無頓着だったが、ヨータに説得されて考えを改め、ガリア戦も軽傷で乗り越える。
ナゴミ
キアの親友で、同じくクインテットの補充要員。得物は薙刀。頭に鉢巻を巻いた熱血漢で、体育会系の男のような口調で話す。
ガリアの要求を拒否して立ち向かい、弱点を突いて何度も攻撃するが本体を見せたガリアに敗北を悟り、みずから犠牲となる。
ペコ
ガーディアン級の実力をもつ槍使い。胸まである長い金髪と碧眼、二つの黒いシニヨンキャップが特徴。傲慢な毒舌家であり、目上の者にも慇懃無礼な自信家だが、ミサキからは見聞の狭さ故に視野狭窄に陥っていることを危惧されている。自室に手製のBL（ボーイズラブ）イラストを多数保管しているほどの腐女子であり、男性への理想像が非常に高い。本人は秘密にしているつもりでいるが、ミースでは知らない者がいないぐらいに有名になっている。
風呂場でくつろぐヨータをカルと誤認して始末しようとしたところをミサキに制止され、ヨータが男だと知るが、自分の理想とかけ離れたヨータを罵倒して失意のうちに逃走する。サンドリオへ帰還するヨータの護衛役としてミサキに指名される。ヨータへの不信から夜中に単独行動してカルの群れに包囲され、自作品である対カル用の特製ナイフで奮戦するも拘束されたところをヨータに救出される。この騒動で乗っていたユニコーンが逃走したため、バイコーンに乗れるようにする（非処女にする）ためにヨータと交尾させられる。交尾後はヨータに助けてくれた礼を述べ、少しだけ心を許すようになる。ナクタ戦にも参戦し、その後のアルスレイヤへは同行せずヨータ一行を見送る。
サユリ
ミース郊外に商店を構えるはぐれハーフエルフ。ヨータのために、声変わりの飴を販売する。
モナ、リザ
ミースに住む双子の少女。正直すぎてデリカシー皆無。ガリア討伐後に負傷したガーディアンの治療を担う。
ユウリ
ミースの住人で槍使い。腰まで届く長髪が特徴。ミース郊外でカルの群れに凌辱され、駆け付けたルーミに自身の非力さを詫び死亡する。遺体は消滅せずに残ったため、火葬される。

#### リール
リルドール
リールの地縛神。鉄鎖で拘束された状態で海底に封印されており、20年に一度起きる大干潮の間しか姿を現せない。長い年月を経て白骨化しているが、封印を解かれると尼僧のような人魚姿に変化する。
封印を解くために水晶を完成させる必要があり、娘のノアは100年間捜索していた。ヨータに〈嫉妬深い神〉とカイの情報を伝え、再び封印されるが、ノアの水晶が集まったことにより封印は解かれ、礼として〈嫉妬深い神〉の手がかりをヨータに伝える。
リル
浮遊するイルカ。リールの偽地縛神。
一人称が「オイラ」で語尾が「きゅ」。ジーニアスを格下扱いしており、彼が知り得なかった〈嫉妬深い神〉が死亡したとヨータに伝える。
実際は地縛神でも何でもなく、リルドールがいないのを良いことにカイと組んで勝手に地縛神を騙っていた。
ティア
トライデントのひとりで、三叉状の銛を駆使する銛使い（ハープーンマスター）。サイドポニーにまとめた銀髪に茶眼で、胸も豊か。クールで表情にとぼしいが、真顔でボケたり可愛いもの好きな一面をもつ。照れたり羞恥を感じると、大量に脇汗が出る体質。料理が得意で、ヨータからの評価は高い。「欲情の泉」は煮た甲殻類の香り。
身長は162センチメートル。スリーサイズはバストが84（Dカップ）。ウエストは58。ヒップは85。特技はエビダンス。趣味は料理全般、エビの観察。好きな食べ物はリールエビ。
ヨータがリールで最初に出会う人間であると同時に最初の交尾相手となり、ミースから数えれば5人目となる。
ヨータと行動をともにするうちに惹かれるようになり、浴場で遭遇したヨータの男性器を見ると発情し、そのまま交尾する。一時は自身の痴態を恥じて自殺を考えるまでに取り乱すが、のちにヨータへの好意を受け入れ、その証として手製の弁当をヨータに渡し、号泣しながら再会を約束して別れる。
ハナハナ
トライデントのひとりで、短剣を駆使する短剣騎士（ダガーナイト）。セミロングの薄茶髪に碧眼で、リール随一の巨乳。戦闘員でありながら近視のため、よくドジを踏む。
身長は169センチメートル。スリーサイズはバストが101（Kカップ）。ウエストが63。ヒップが93。特技は短剣を使った魚取り。好きな食べ物はフルーツタルト。趣味はヨータに教えてもらった算数の計算。「欲情の泉」は瓜系の香り。
優しく控えめな性格で、個性的な異世界の女性達に辟易していたヨータからも好感を抱かれる。学習能力が高く、ヨータから教えられた数字や四則演算を瞬時に習得し、同時にヨータへの尊敬と好意を強めていく。浴場でヨータとティアの交尾を目撃したことで初めて発情し、同僚が次々と抱かれていくなか、ついに欲望を抑えきれず7人目の交尾相手となる。しかし、リリアと同じく交尾後の首あざが現れず、非処女には見えるはずのノアの姿が見えないなど不可解な現象が起きる。
ピナコ
トライデントのひとりで、戦槌の使い手。ショートピッグテールの緑髪に緑眼。小柄な体格にコンプレックスを抱いている。
身長は146センチメートル。スリーサイズはバストが78（Bカップ）。ウエストが53。ヒップが76。特技は波乗り。好きな食べ物はビスケット、マフィン。趣味は裁縫（ぬいぐるみやお人形作り）。
カイの掛けた呪いで妹のカナコを事実上の人質に取られ、呪いを解くという条件でカイに従っていた。ティアの首筋の痣を見て驚き、ヨータの正体と事情を聞いた後、非処女になってノアと話すためという名目でヨータの6人目の交尾相手となる。そして、カイとは比べ物にならないくらいの快楽を味わったことでヨータのとりこになる。終了後、大干潮でこの世界の秘密がわかると告げる。ノアと話せるようになってから、母親のリルドールの話と合わせて、ずっと言いなりになっていたカイに騙されていたことに怒り決別する。カイ消滅後はカナコの呪いが解いてくれたヨータに感謝し、態度も軟化する。
ノア
リールに現れる少女。男性と非処女でしか視認することができない。砕けた水晶を修復するために、100年間欠片を捜索していた。人間不信だったが、ヨータを信用し協力を懇願する。
その正体は人魚の幼生で、カイ消滅後に水晶を完成させ、成体となり、母の封印を解いてともに故郷へ帰還。その後、遭難したヨータ一行と再会し、航行不能のプレジア号を動かすために嵐を起こして去る。
カナコ　
ピナコの妹。カイの呪いで全身黒焦げの寝たきり状態となり、肌を包帯で覆ったミイラのような姿となっている。
カイの消滅によって呪いが解け、もとの健康体を取り戻す。
マカナ
ヨータをサンドリオへ送り届けるために同行する二人組の片割れ。
身長は155センチメートル。スリーサイズはバストが92（Gカップ）。ウエストが62。ヒップが93。特技は船の操縦。趣味は港での食べ歩き。好きな食べ物は揚げ団子、魚の煮付け。
操船技術に長けたハナハナ似の少女。道中でヨータが男性であると知り、9人目の交尾相手となる。漂流後にルーミたちとともにマヤに救出され、レジスタンス基地に残留。船を失った事に終始嘆いていた。ガリア襲撃の際は隠れていたため生存。リールに帰還するため、リリアに従い同行する。
リノ
マカナの相方で、同じくヨータをサンドリオへ送り届けるために同行する。
身長は152センチメートル。スリーサイズはバストが76（Aカップ）。ウエストが55。ヒップが79。特技・趣味は応援。好きな食べ物は魚肉ソーセージ。
戦闘ではブーメランを使うが、航路にいる邪魔なモンスターを追い払うのが目的であるため、殺傷力はそれほどでもない。マカナと違って操船やそれ以外の航海技術は皆無で、声を張った応援で鼓舞するのが役目。道中でヨータが男性であると知り10人目の交尾相手となる。漂流後にルーミたちとともにマヤに救出され、レジスタンス基地に残留。ガリア襲撃の際は隠れていたため生存。リールに帰還するため、リリアに従い同行する。
パナエ
リールの住人。夜間外出禁止令を破って蟹漁に出ていたところケートスになったカイに惨殺される。

#### サンドリオ
ヴォルカン
サンドリオの地縛神。左眼に眼帯を付けたトカゲの姿で、関西弁のような口調で話す。
サンドリオ旧市街に住んでおり、レジスタンスと定期的に交流を取っている。
バニーユ
ガーディアンのひとりである銃士（ガンナー）。メイド服にガーターベルトを着用している、三つ編み長髪の眼鏡をかけた美女。身長は157センチメートル。スリーサイズはバストが87（Fカップ）。ウエストが59。ヒップが86。特技は早撃ち。趣味は掃除、銃の手入れ。好きな食べ物は焼きリンゴ（キャラメルソース）。「欲情の泉」はバニラビーンズの香り。
漂流したヨータを交尾目的で監禁する。実際の交尾を見てほとんど平静な態度を保つが、ヨータが脱走しようとした際に情欲を抑えられず交尾する。なお、この段階で不特定多数のサンドリオの住人と交尾済みであり、何人目であるかは測定不能。普段はクールで冷静な性格だが、酔うと説教上戸になる。
襲来して来たナクタに拘束されるが、ヨータに救われともにナクタを拘束する。
カヅチ
ガーディアンのひとりである戦槌使い。飛行帽を被りセーターのデザインをしたレオタードを着用している、男勝りの美人鍛冶師。身長は159センチメートル。スリーサイズはバストが88（Gカップ）。ウエストが58。ヒップが86。特技は刀剣鍛冶。好きな食べ物は串焼肉。趣味は武器の設計図を書くこと、遺跡探索。
サンドリオのガーディアンのリーダー的存在。嫉妬深い性格で酔うと泣き上戸になる。ガリアの策略によりマヤをガリアと間違えた挙句、ガリアの侵入を許す失態を犯す。ガリアとの命懸けの賭けをヨータの機転で勝利するが、恥辱を晒され精神崩壊寸前のところをヨータに慰められ交尾したことで復活。
襲来して来たナクタに拘束されたがヨータに救われナクタと交戦。圧倒されるも拘束に成功。アルスレイヤに向かうヨータへのせん別として、ヨータから提供された龍華石で製作した黒刀・叢雲を贈る。
アマネ
ガーディアンのひとりである太刀使いで、カヅチの実妹。寡黙で左眼に眼帯を付け、全身黒尽くめのドレスを着用している美女。
身長は160センチメートル。スリーサイズはバストが85（Eカップ）。ウエストが56。ヒップが84。特技は味噌汁を作ること。趣味は小鳥の餌やり、月見、夜の散歩。好きな食べ物はみたらし団子、味噌汁。下戸で酔うと直ぐに吐いて失禁する。
ヨータとの交尾を拒絶したため、エルザの二の舞を懸念したバニーユとカヅチに拘束されてヨータの前に引きずり出されるが、強姦を嫌うヨータに触れずに収まる。5年前にカルの襲撃で自分ひとりを除き眼前で仲間を凌辱され、殺された経験をもつ。その際抱いた感情はカルへの恐怖でも、仲間を救おうとする勇気でもなく、仲間がレイプされていることに対する強い興奮であった。
この出来事はアマネにとってトラウマとなり、その後の性に対する強烈な忌避感と自己否定の原因となった。贖罪のため敢えて口を閉ざし、ひたすら強さへの渇望と自身の強化のため「銀眼」を入手した。交尾のためヨータに勝負を挑まれ、挑発に乗って放った居合を躱され接触し発情。思わず自害しようとしたところをヨータに慌てて止められ、その際に過去をヨータにすべて暴露すると諭されたことでトラウマに向き合い、望んでヨータとの交尾を果たす。ミースの窮地を知った際リリアを差し置いて扉を使いミースに転移する。ガリアに追い詰められたときは銀眼を使う覚悟を決めるが、打開策を見出したヨータに制止され、負傷こそするが生存。ヨータ一行に加わりサンドリオに帰還しナクタと交戦する。
エルザ
ガーディアンのひとりで、大鎌を振るう処刑人（エグゼキューター）。下着の下半分が見えるほど、短いスカートを着用。身長は154センチメートル。スリーサイズはバストが84（Eカップ）。ウエストが55。ヒップが83。特技はアクセサリー作り。趣味はハイヒールのお手入れ（おとぎ話を聞くこと）。好きな食べ物は蒸しパン。
口より先に手が出るサディスト。お姫様が出てくるおとぎ話が大好きらしく、よくバニーユにして貰っているらしい。
飲尿を強要するなどヨータを痛め付けるが、それは好意の裏返しであり、抱かれて大勢の女に埋もれるくらいなら自身の死すら利用して印象付けようとしていた。崩月が始まると本心をヨータに告白するが、ヨータにその考えを否定され、崩月阻止のために交尾。しかし間に合わず、快感の波を受けて絶頂しながら、幸福なうちに死去。
マヤ
〈嫉妬深い神〉討伐を目的とするレジスタンス幹部のひとり。モノクルを掛けた知的な銀髪美女。身長は165センチメートル。スリーサイズはバストが90（Gカップ）。ウエストが57。ヒップが87。特技は裁縫全般。趣味は刺繍。好きな食べ物はシチュー、ハーブティー、ベリー系の果物。
漂流したルーミたちを保護し、ヨータ救出に参加。サンドリオに入町するが、カヅチの誤解によりガリアと間違えられて拘束され、ガリアに首を飛ばされて殺害される。
メアリ
レジスタンス幹部のひとり。鞭を愛用。長い黒髪で右眼を隠した美女。レジスタンス基地の守護を担当し、男勝りな口調。
ヨータを捜すルーミと同行していたが、自身は砦で待機することを選ぶ。その後、サンドリオから撤退してきたガリアに殺され捕食される。

#### アルスレイヤ
ナクタ
シーザー王国最強の戦士にして、近衛兵団団長を務める大将校（グランドフィシエール）。魔剣「フラガラッハ」の所持者。国母への忠誠心は非常に強く、命令とあらば大量虐殺もいとわない冷徹な人物。
ヨータおよび非処女たちの抹殺命令を受けて、アルスレイヤから騎兵団を率いてサンドリオに侵攻する。当初はヨータ、ルーミ、アマネ、バニーユ、カヅチ、ペコの6人を同時に圧倒するが、ヨータの奇策により騎兵団を封じられ、胸をつかまれたことで発情させられ拘束される。体が発情してなお精神力で交尾の誘惑に耐え抜き、ヨータに敬意の念を抱かせるが、結局は根負けし交尾に至る。
交尾後に地下牢に拘束されたヨータの手で解放される。少しばかりヨータに絆されたのか、アルスレイヤに住む魔女サーニャの情報を教えて立ち去る。
ピアノ
ガーディアンのひとりでモーニングスターの二刀流の使い手。ナクタに好意に近い尊敬の念を抱いている。
アルスレイヤにヨータ一行が侵入したことを察して捜索および捕縛の指揮を執る。メイの死後、ヨータの捕縛を試みるが失敗。ナクタ以上に同様に交尾の誘惑に耐え切ってヨータに敬意の念を抱かせるが、結局は立ち去る寸前のヨータに交尾を懇願する。その後、交尾した罪で捕縛され、死刑宣告を受ける。実際にはこれ自体がヨータを誘い出すための罠であり、暴走するミミがロミーに撃退されてからは、ユーマに恩赦として解放され、彼女の命令でルーミと共に投獄したミミを監視する。
ロミー
ガーディアンのひとりで徒手格闘家。ロボットを自称して大抵的外れな予測をしてはピアノに叩かれている。その際に口が変わり語尾に「デス」と付くのが特徴。ひとりになったり興奮すると口が元に戻り語尾が「です」になる。
「ダイナマイトロボ」というロボットの本を愛読しており、自分の強さの秘密と語っている。「欲情の泉」は機械油の香り。
ガーディアンとしては落ちこぼれであり、その劣等感を埋めるために「自分はロボット」だと思い込むことで矜持を保っている。
また訓練生時代に人を殺めたことがトラウマとなり、無意識に能力を封印していた。
殺戮を楽しむミミに激怒したことで覚醒し、ミミを圧倒した。
ヨータとの交尾後、ルーミと入れ替わりで投獄したミミを監視するが、口車に乗せられて拘束を解いた際にミミに逆襲される。しかし左目に火傷を負いながらも反撃して再度圧倒した。
メイ
ガーディアンのひとりでトンファーの使い手。
精神年齢は幼く、嘘がつけない正直な性格。職務よりも保身を優先して行動する。交尾の知識は皆無。語尾「の」または「なの」と付くのが特徴。
ヨータとルーミを発見して怯えながら通報しようとするが、ヨータに説得されて二人をかくまう。命惜しさにヨータと交尾するが、痣が出現せず崩月を迎える。死の直前、ヨータを安心させるために最初で最後の嘘をつく。
ユーマ
グランドスールの首席。大剣の使い手。
「公平公正」を重んじる清廉潔白な性格で、アルスレイヤ住民からの信頼は厚い。一方でサーニャが神殺しの剣が男にしか触れられないことを話す前にヨータを攻撃するなど、詰めの甘い一面ももつ。情通の輪が発現している。
ヨータを誘い出すためにピアノを交尾した罪で捕縛する一方で、予てから手を焼いていたミミを拘束した後、自らの正義の下に国母から離反した。ミミを手土産にヨータ一行に同行してサーニャと会い、彼女から神殺しの剣の情報を聞き出してから、ヨータとルーミを攻撃した後軟禁した。
トリス
グランドスールの次席。斧の使い手。
博識な合理主義者で長髪の美女。理屈に合わないことを嫌う。ユーマとは相思相愛の仲。基本的に真顔を貫いており、表情を崩すことは少なく、動揺していても表情には出すことはない。「欲情の泉」は焼き芋の香り。情通の輪が発現している。
サーニャの交換条件に捕らえたミミを差し出すことを提案した張本人。その後ユーマに軟禁されたヨータとルーミを監視した。
ミミ
グランドスールの末席。鞭の使い手。語尾に「にゃ」と付くのが特徴。
規則に厳しく杓子定規で、例外を毛嫌いしている陰険な人物。そのためグランドスールのメンバーでは人望がない。
その本性は、法や正義を盾に他者を処罰・粛正することを楽しんでいる殺人鬼で、ガーディアンに就任する前後に魔女となって不老不死を得るために多くの住民を殺害し、その肉を食べていた。
ピアノの処刑を阻止しようとしたヨータに味方した近衛兵たちを嬉々として惨殺するが、その行為に激怒したロミーに圧倒され、さらにユーマに身柄を拘束される。
この一件でロミーを激しく憎悪し、彼女を騙して拘束を解かれた直後に暴行を加えて殺害しようとするが、ロミーに返り討ちに遭った挙句、一部始終を見ていたユーマに一撃をもらい気絶した。
その後供物としてサーニャとの取引材料にされたが、サーニャはミミを見て驚いたりその所業に絶句し、さらに「気の毒なことをした」と意味深な台詞を吐いた。
サーニャが魔女の脳を食べたことで魔女になったことを聞き、サーニャを不意打ちして襲って彼女の脳を食べて魔女になる。再びヨータ達の前に現れヒュドラとなって襲い掛かるが、ヨータの燃えた剣では再生しないという弱点から火燐石で熱した剣で倒される。
サーニャ
アルスレイヤに住まう魔女。岩石を刳り貫き改造した屋敷に住んでいる。五百年前に喰い殺した人間を最後に人喰いを止めたため、老化して老婆の姿になっている。
人間の脳（動物の脳でもいいが味が悪いらしい）が好物で、プリンのようにスプーンですくって食べることを好む。力を行使するために、対価として人間の脳をヨータに求める。
「慈悲深い神」たる仁科とは過去にだいぶ懲らしめられたとのことから彼女を恐れており、ヨータ一行が訪れる前日に仁科の脅迫を受け、彼女が記憶喪失であるという嘘の口裏を合わせると共に、一行に神殺しの剣の存在を伝えた。
その後はミミに襲われたことで脳の一部を喰われ、彼女を魔女化させてしまうが、ミミ討伐後に動物の脳を食うことで回復した。

#### カルンナッハ
リーメアリー
カルンナッハを統括している上位ガーディアン次期将軍でルーミの同期。ヨータが淫魔の館でサキュバスに精子を吸われ続け死ぬ寸前のところを助ける。
ハイランダー
ハイエルフで体も大きくヨータに触っても発情しない。三千年前にニーナ（仁科）と戦って左足の脛から下を失っており、今は義足のためあまり速く歩けない。ニーナ（仁科）をとても恐れており、彼女の復活後はドラゴンを操れるという理由から、移動の足としてこき使われている。
マロン
ルーミの同期のガーディアンでカルンナッハを管理している。初対面でヨータを不意打ちするが自分が不意打ちされると怒る。毎日欠かさずオナニーするオナニー中毒者。日々いろんなオナニーに励む自称オナニー求道者。

#### 城都
由真（ゆま） / 国母（こくぼ）
シーザー王国を統治する女王。素顔はヴェールで隠されており知る者はいないが、目が横ではなく縦方向になっている。
正体は仁科や金城同様に3000年前の人間であり、「嫉妬深い神」となった金城の「恋人兼おもちゃ」と呼ばれた存在であり、金城を殺すためには彼女の死が必要不可欠とされている。
男性は災厄をもたらすと危険視しており、非処女も非国民として処断するようナクタに命令する。「慈悲深い神」=仁科のことを病的に恐れており、仁科の復活を知ったことでヨータに彼女を殺させるよう命ずる。自分の美しさを保つ為に生き血を啜っており、赤児にも手をかけている残虐非道な魔女である。呪いをかけて醜い怪物に変化させる。
イマリ
ハンターのガーディアン。ルーミでさえ狙われたら逃げられないといわしめるほどに有能なハンター。城都に侵入したヨータ達の変装を早々に見抜いた。

### 黒き夜明け
金城 タカシ（かねじょう タカシ） / 嫉妬深い神
3000年後の世界に呪いをかけた張本人であり、過去にヨータの母を死に追いやったことで、彼のトラウマとなった男。
勝利のためなら手段を選ばず、後先を考えずに暴力で全ての解決を図る危険人物。
現在は仁科の手で「神殺しの剣」に貫かれた状態で、カルンナッハに封印されており、その討伐には剣だけでなく「国母」たる由真の死が必須とされている。
カイ
「黒き夜明け」の魔女のひとりで、司教。短髪と隻腕が特徴で、性格と言動は男のように荒々しい。3000年前に男と交尾したことで首にあざが浮き上がり、〈嫉妬深い神〉から永遠の命を手に入れ、若さを保つために人間の胆嚢を喰らう。1000年前からリールで暗躍し、裏で支配していたケートス。
ノアが捜索している最後の欠片を所有していて、ない欠片を捜すヨータたちをあざ笑っていた。当代ガーディアンのピナコを操っていたが、リルドールが秘密を暴露したために本性を現し、口封じのために襲い掛かる。しかしヨータに弱点を看破され、日光を浴びて消滅する。
ガリア / アルル
「黒き夜明け」の魔女のひとり。魔女のなかではもっとも残忍な性格で、相手を殺害するよりも自尊心を奪って辱めることを好む。人類絶滅のために〈嫉妬深い神〉の復活をもくろみ、サンドリオへの侵入を画策している。本性はサンドワームに似た姿をしたドラゴン。
サンドリオの砂塵結界により侵入もままならなかったが、アルルという不幸体質の少女を演じて相手を油断させることで侵入に成功。加虐心に駆られてカヅチに賭けを持ち込むが、ヨータの機転で賭けに敗れて、腹癒せにカヅチを衆人環視の前で恥辱を晒させて、1か月後の帰還を予告して撤退。
レジスタンスの砦に戻った後は、マカナとリノを除き、レジスタンスを殲滅して捕食するが、100年間食事をしなかったためか、強い空腹感にさいなまれる。さらなる食べ物（人間）を求めて、旧市街地にある「扉」を使ってミースの街に現れるが、ミサキに正体を看破され迎撃される。その後本性を現し、ナゴミと交戦して喰い殺し、ミースを去る。1日にひとり食べると宣言する。
ナゴミを喰い殺した次の日には気まぐれでヨータとキアに公開交尾すれば誰も食べないと取引を持ち掛ける。その後のキアの変貌ぶりに失望し、キアに明日までにヨータと交尾したら殺すと言い残して去る。次の日に本格的な戦闘になり、圧倒するもヨータに正体を看破され弱点を突かれて倒される。その際に老婆の姿になるが、生に執着した様子もなくヨータに嫉妬深い神に気を付けるよう忠告した後「おやすみ」と言い残して消滅する。
ヤールヤー
国母を守る最強の騎士にして魔女。精神を操る妖術を使う。仁科が眠ってから生まれた魔女であるため、仁科も存在を知らない。

### その他
仁科 / 慈悲深い神
嫉妬深い神と対をなす人間の主神。仁科の項を参照。

### 亜人・動物・魔物
カル
異世界の少女たちの天敵にして宿敵。顔面に四つの目のような穴をもつ筋骨隆々の人型モンスター。顔面の穴のうちのひとつを突くと倒せるが、個体ごとに弱点の位置は異なり、的確に突かなければたとえ首を飛ばされても超速再生して襲いかかってくる。股間にある陰茎のような器官を女性の膣や口に挿入し、毒液を注入して殺害する。男性であるヨータに会うと「ヴィ―ル」と叫び逃走するが、非処女の女性に対しては同じ言葉を叫びながらより苛烈に襲い掛かる。なお、その鳴き声はヨータの地声に酷似している。より大型で力が強い特殊個体も存在し、こちらは体格故に弱点の目に攻撃が届きにくく、倒すのは困難をきわめる。
エルフ
人間と異なる亜人種族。二種類に分かれる。
ハイエルフ
女性しかいない亜人種族。伝承上のハイエルフとほぼ同じ姿で、神々しいと称されるほどの美貌をもつ。寿命がないため短命な人間を見下している。一方、「嫉妬深い神」「慈悲深い神」のことは非常に恐れている。
ハーフエルフ
人間とは異なる亜人種族でエルフの亜種。獣耳がついており、獣人に近い種族。寿命は千年。ハイエルフほどではないが人間を見下している。
人魚（メロー）
下半身が魚となった亜人種族。本作では男性の人魚も登場する。自尊心が高く、人間を見下している。
ドラゴン
竜型モンスター。モンスターの頂点に位置し、肉体を残して倒すと龍華石という希少なアイテムが入手可能。咽喉元にある逆鱗が弱点だが、種類によっては弱点が異なる。
リザード
竜型モンスター。有翼種と非翼種で別れる下級竜。肉は非常に臭く、まずい。眉間が弱点。
ケートス
カバのような上半身と鯨類の下半身を持つ、キメラ型モンスター。日光を浴びると消滅する。
サンドワーム
蚯蚓型モンスター。口が円形で無数の牙が生えた巨大ミミズ。
グラコス
船乗りが恐れる海の魔物。クラーケンのような軟体生物だが、正体は海坊主。煙が弱点。
ミノタウロス
牛頭の人間型モンスター。巨躯で非常に粗暴。
ギガサンショウウオ
山椒魚型モンスター。河川に生息する。かなりの巨体で、陸上では毒霧を噴射するが、かなり鈍重。
レモラ
鮫型モンスター。頭部に超強力な吸盤があり、船舶を港に固定するための素材になる。その肉は媚薬効果がある。
ワーウルフ
狼男型モンスター。喉仏が弱点。肉質は美味であるらしく、特にミサキは好物にしている。
テラゴーレム
岩石状の巨体をもつ人型モンスター。額に刻まれた三番目の文字が弱点。
ユニコーン
馬型モンスター。伝承通りに処女にしかなつかず、処女を喪失したルーミが近づくと蹴り飛ばして逃走する。
バイコーン
馬型モンスター。ユニコーンと反対に非処女と非童貞を好み、処女を忌避する性質をもつ。性交経験がない異世界の女性達からは危険生物と見なされていたが、非処女となったルーミになつき、長距離移動の足として活躍する。また、非処女に害となる存在を排除しようとする性質があり、ミースではカルに包囲されたミサキを率先して救い、ヨータ一行の騎乗馬となる。
コボルト
尖った耳が特徴の醜悪な容姿をした小柄な人型モンスター。少女の肉と金属が大好物。
グール
コボルトと組んで人間を食らう小柄な人型モンスター。人間に化けた姿でコボルトに襲われているように見せかけ、相手を油断させてから仕留める。その食性故に、常に腐臭をまとっている。手足を斬り落としても再生するが、弱点の腹部を攻撃して倒すことができる。
油鮎（あぶらあゆ）
その名のとおり、季節問わず油を貯えるアユ。非常に美味。
ヨナカガニ
リールで獲れる夜行性の蟹。非常に美味で、リールの住民が夜間外出禁止令を破ってまで狩りに出掛けるほど。
ゼロコブラクダ
コブがないラクダ。
ビキニウサギ
ビキニのような毛皮が特徴のウサギ。肉質は美味だが、冷めると固く不味い。
砂モグラ
砂中に生息するモグラ。体液は治療薬として利用される。

## 実写グラビア
- 2018年14号天木じゅん　桃月なしこ　搗宮姫奈　の3人がキャラクターを完全再現（2018.03.05発売）巻末

## 書誌情報
- 岡本倫『パラレルパラダイス』講談社〈ヤンマガKCスペシャル / プレミアムKC[注 1]〉、既刊28巻（2025年5月7日現在）
  1. 2017年8月4日発売[14]、ISBN 978-4-06-510095-0
    - 特装版 同日発売[15]、ISBN 978-4-06-510223-7

  2. 2017年11月17日発売[16]、ISBN 978-4-06-510351-7
    - 特装版 同日発売[17]、ISBN 978-4-06-510826-0

  3. 2018年3月19日発売[18]、ISBN 978-4-06-511039-3
    - 特装版 同日発売[19]、ISBN 978-4-06-511496-4

  4. 2018年7月6日発売[20]、ISBN 978-4-06-512025-5
  5. 2018年10月5日発売[21]、ISBN 978-4-06-513146-6
  6. 2019年2月6日発売[22]、ISBN 978-4-06-514568-5
    - 特装版 同日発売[23]、ISBN 978-4-06-514977-5

  7. 2019年6月6日発売[24]、ISBN 978-4-06-516134-0
  8. 2019年10月4日発売[25]、ISBN 978-4-06-517233-9
    - 特装版 同日発売[26]、ISBN 978-4-06-517234-6

  9. 2020年2月6日発売[27]、ISBN 978-4-06-518218-5
  10. 2020年5月7日発売[28]、ISBN 978-4-06-519551-2
  11. 2020年8月5日発売[29]、ISBN 978-4-06-520460-3
  12. 2020年11月6日発売[30]、ISBN 978-4-06-521373-5
  13. 2021年3月5日発売[31]、ISBN 978-4-06-522578-3
    - 特装版 同日発売[32]、ISBN 978-4-06-522577-6

  14. 2021年6月4日発売[33]、ISBN 978-4-06-523665-9
  15. 2021年9月6日発売[34]、ISBN 978-4-06-524764-8
  16. 2021年12月6日発売[35]、ISBN 978-4-06-526173-6
  17. 2022年3月4日発売[36]、ISBN 978-4-06-527064-6
  18. 2022年7月6日発売[37]、ISBN 978-4-06-528412-4
  19. 2022年11月4日発売[38]、ISBN 978-4-06-529805-3
  20. 2023年3月6日発売[39]、ISBN 978-4-06-531066-3
  21. 2023年6月6日発売[40]、ISBN 978-4-06-531978-9
  22. 2023年9月6日発売[41]、ISBN 978-4-06-533008-1
  23. 2023年12月6日発売[42]、ISBN 978-4-06-533626-7
  24. 2024年4月5日発売[43]、ISBN 978-4-06-534911-3
  25. 2024年7月5日発売[44]、ISBN 978-4-06-536269-3
  26. 2024年10月4日発売[45]、ISBN 978-4-06-537255-5
  27. 2025年1月6日発売[46]、ISBN 978-4-06-538171-7
  28. 2025年5月7日発売[47]、ISBN 978-4-06-539621-6